# Maja de Bij

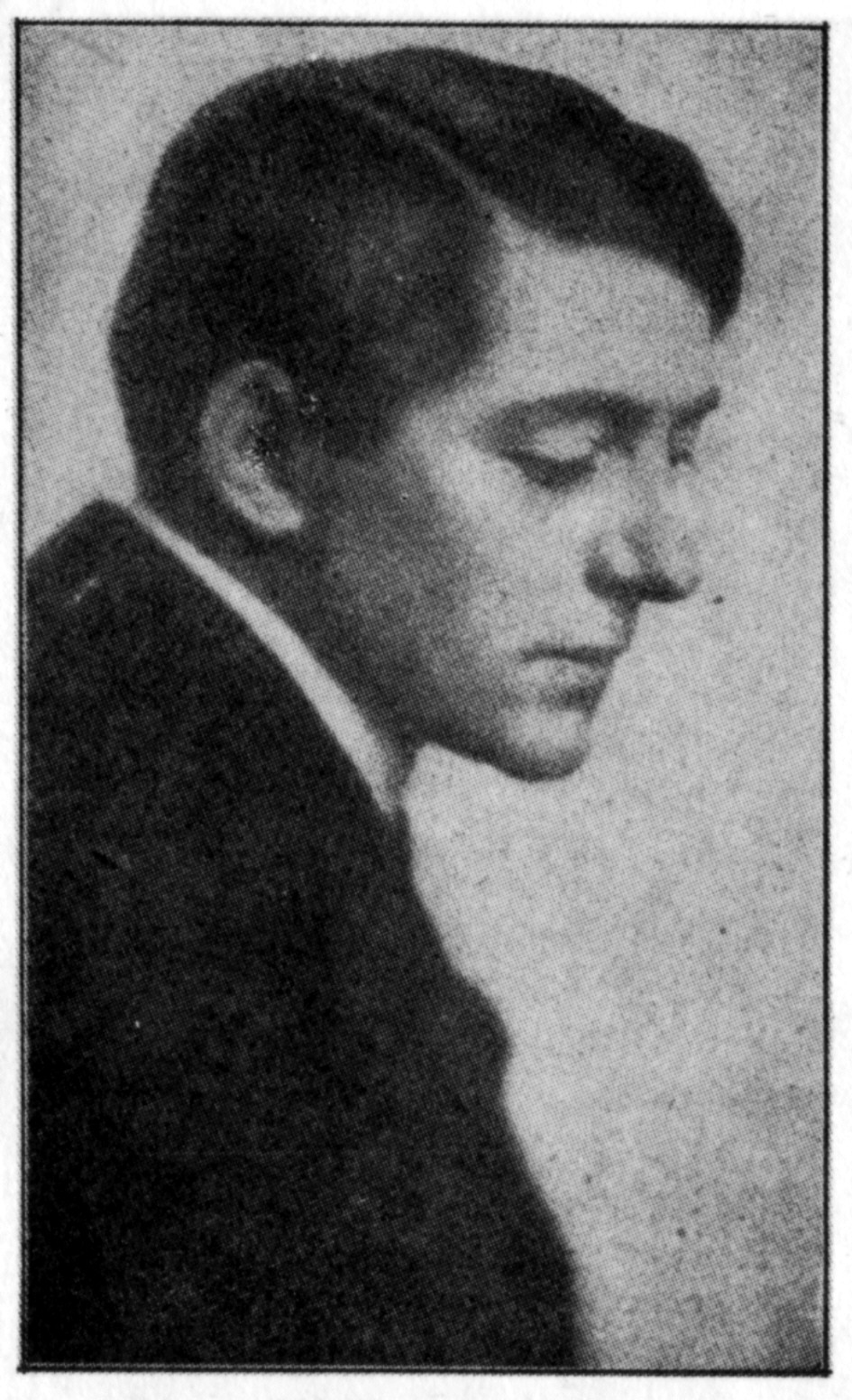
Waldemar Bonsels

Maja de Bij is de hoofdfiguur van de in 1912 verschenen bestseller Die Biene Maja und ihre Abenteuer van de Duitse schrijver Waldemar Bonsels (1880-1952). Het boek werd in een veertigtal talen vertaald. De eerste Nederlandse vertaling verscheen in 1920.

## Fabel
Ofschoon het boek de vorm had van een kinderboek, is het ook te beschouwen als een politieke fabel, waarin de voordelen van de militaristische bijenmaatschappij worden geprezen. Het midden in de Eerste Wereldoorlog uitgegeven vervolg van de 'Biene Maja', Himmelsvolk (1915), borduurt op dat thema voort.

## Tekenfilmseries

### 1975
Opnieuw populair werd de bij Maja door een Japanse tekenfilmserie, waarvan de eerste aflevering in 1975 verscheen. In Nederland werd de serie van 1977 t/m 1983 uitgezonden door de KRO. De serie wordt nog steeds herhaald, ook in België en Nederland. Het verhaal van Maja de Bij is in de tekenfilms geheel gericht op kleuters en ontdaan van politieke parallellen. Deze serie is verschillende malen uitgebracht op dvd.
De in deze serie getekende Maja de Bij heeft evenals vele andere afbeeldingen van Maja maar één paar vleugels, en kan daarmee geen bij zijn; een bij heeft immers twee paar vleugels. Deze figuren lijken dan ook meer op een zweefvlieg dan een bij.
Eerste uitzendingen
- Japan: 1975-1982
- Duitsland: september 1976
- Nederland: 1977-1983
- België: 1978-1983

Herhalingen
- België, Vlaanderen:
  - onbekend (VT4)
  - december 2009 (vtmKzoom)
- Nederland:
  - 1994-1996 (KRO)
  - vanaf april 2011 (Kindernet)

Oorspronkelijke medewerkers
- Muziek: Karel Svoboda en James Last
- Ontwerp decors: Masahiro Ioka
- Ontwerp personages: Sumusu Shiraume
- Producent: Koîchi Motohashi
- Regie: Seiji Endô, Hiroshi Saitô en Mitsuo Kaminashi
- Scenario: Marty Murphy, naar de boeken van Waldemar Bonsels

Nederlandse stemmen
- Maja de Bij: Etha Coster
- Willie de Bij: Hans Hoekman
- Flip de Sprinkhaan: Henk Uterwijk
- Juffrouw Cassandra: Liesbeth Struppert
- Zang begintune: Peter Blanker

Titels van de afleveringen
1. Maja wordt geboren
2. Maja leert vliegen
3. Maja en de libel Snoek
4. Maja en de mieren
5. Maja en de huisvlieg Puck
6. Maja en de spin Thekla
7. De bosbrand
8. Willie en de mieren
9. Maja en de regenworm Max
10. Maja en de kikker
11. Maja en Iffi in de regen
12. Maja en de glimworm Jimmy
13. Maja en de sprinkhaan
14. De springwedstrijd
15. Maja en de kleine rups
16. Ongenode gasten
17. Maja en duizendpoot Hieronimus
18. Flip zit in de val
19. Thekla heeft zich verrekend
20. Een obscuur verhaal
21. Het concert van de cicade
22. Maja als vervangmier
23. Hoe de krekel bevrijd werd
24. Maja zoekt een boot
25. Hoe het komt dat sommige…
26. Flips slimme familie
27. De bloemenelf
28. Maja wordt geopereerd
29. Een huis voor een rups
30. Een reis in een limonadeflesje
31. Harald de mug
32. Maja de reus
33. Op de vlucht
34. Wieland is op dieet
35. De dubbele Flip
36. Maja redt een vlo
37. Hoe Maja en Willie de winter doorkomen
38. Het is lente
39. Jack de mot
40. De strijd om de bladluis
41. Hoe de vlieg werd gefopt
42. De verwaande kakkerlak
43. Maja helpt de witte mieren
44. Een veenmol had geen vrienden
45. Eieren, eieren, niets dan eieren
46. Gustav en Emma
47. De mieren die niet meer wilden
48. Kurt speelt vals
49. De schoonheidswedstrijd
50. De zeetocht
51. Gevangen
52. Maja komt thuis

### Hernieuwd
Als gevolg van de overname van het Duitse bedrijf EM.Entertainment in 2008 door de Vlaamse productiemaatschappij Studio 100 kwamen de uitzendrechten voor Maja de Bij in Vlaamse handen. De afleveringen werden in Vlaanderen herhaald op vtmKzoom. In 2010 is begonnen aan een remake. Dat resulteerde in 2012, het jaar dat Maja haar honderdste verjaardag vierde, in 3D-afleveringen. In de nieuwe serie worden de Engelse namen van Maja en Willie gebruikt: Maya en Willy. In 2014 verscheen de 3D-langspeelfilm Maya: eerste vlucht in de bioscopen.
Afleveringenlijst (Nederlands)
1. Rechter bijenwas, 13 nov 2012
2. Willy's fles, 14 nov 2012
3. Boodschappen van de koningin, 15 nov 2012
4. Rechter bijenwas, 16 nov 2012
5. Maya komt je redden, 17 nov 2012
6. Schaduwspel, 18 nov 2012
7. De vreemdeling, 19 nov 2012
8. Pas op voor de beer, 19 nov 2012
9. Schijn bedriegt, 20 nov 2012
10. De schone slaper, 21 nov 2012
11. Maya kan niet slapen, 22 nov 2012
12. Philibert, 23 nov 2012
13. Het koninklijke uitstapje, 26 nov 2012
14. Hou de bal aan het rollen, 27 nov 2012
15. Dansen met bijen, 27 nov 2012
16. Zweefvliegspion, 28 nov 2012
17. Vleugellam, 29 nov 2012
18. Schoon, 30 nov 2012
19. Krak!, 3 dec 2012
20. Mevrouw Rosie gaat verhuizen, 4 dec 2012
21. Maanbloemen, 5 dec 2012
22. Vliegbrevet, 20 dec 2012
23. Dino heeft geen vriendjes, 21 dec 2012
24. Wildebrassen, 16 jan 2013
25. De stuifmeeldiefstal, 11 feb 2013
26. De tuin van Maya, 12 feb 2013
27. De korfrock, 13 feb 2013
28. De lieve wesp, 14 feb 2013
29. De processierupsen, 4 mrt 2013
30. Max kan niet slapen, 4 mrt 2013
31. Volg dat ei!, 5 mrt 2013
32. Henry's Boomhut, 5 mrt 2013
33. Bijendag, 6 mrt 2013
34. Max is verliefd, 11 mrt 2013
35. Koningin van de zonsverduistering, 11 mrt 2013
36. Het spookt in de korf, 12 mrt 2013
37. De scepter van de koningin, 12 mrt 2013
38. Edgar durft alles, 13 mrt 2013
39. Schaduwspel, 20 mei 2013
40. De vliegwedstrijd, 22 mei 2013
41. De bril van Barry, 22 mei 2013
42. Lara voorspelt het weer, 23 mei 2013
43. Koning Willy, 27 mei 2013
44. Een taart voor de koningin, 27 mei 2013
45. Maya verlaat de korf, 28 mei 2013
46. Willy en Maya maken ruzie, 28 mei 2013

Nederlandse stemmen
- Maya de Bij: Vajèn van den Bosch
- Willy: Sami Kappé
- Flip de Sprinkhaan: Huub Dikstaal
- Juffrouw Cassandra: Hilde de Mildt
- De Bijenkoningin: Maria Lindes
- Rechter Bijenwas: Simon Zwiers
- Ben de mestkever: Valentijn Banga

Vlaamse stemmen
- Maya de Bij: Free Souffriau
- Willy: Thomas Van Goethem
- Flip de Sprinkhaan: Bob Selderslaghs
- Juffrouw Cassandra: Hilde Heijnen
- Beatrice de Vlinder: Hanne Troonbeeckx
- Shelby de slak: Walter Baele
- Spin Tekla: Mieke Laureys
- Vlieg Barry: Sven De Ridder
- Lieveheersbeestje Lara: Mieke Laureys
- Mestkever Ben: Eline De Munck
- Mestkever Kurt: Jan Van Looveren
- Paul de Mier: Jan Van Looveren
- De Bijenkoningin: Anke Helsen
- Worm Max: Walter Baele
- Rechter Bijenwas: Peter Van De Velde